# Elezione imperiale nel Sacro Romano Impero

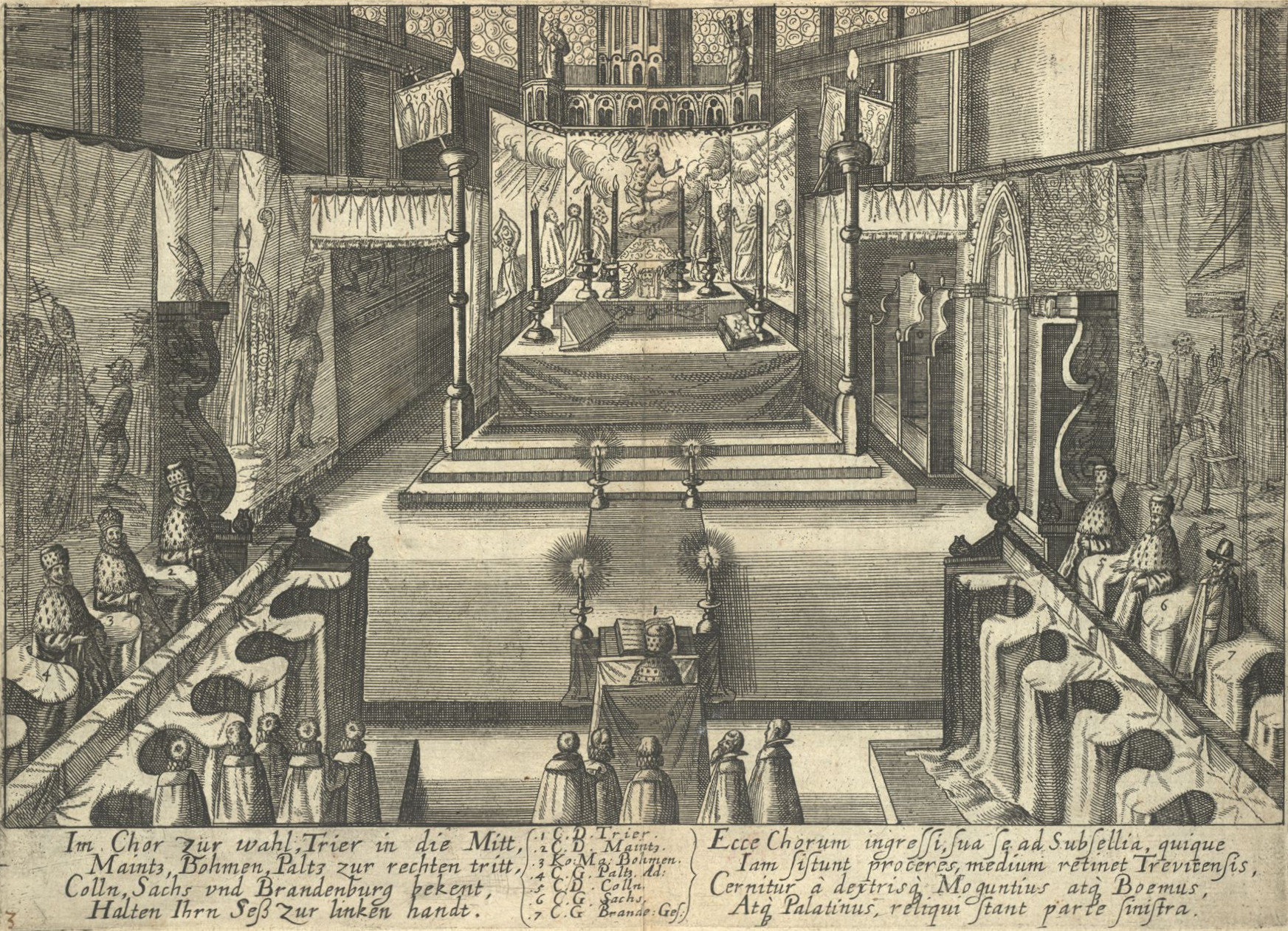
L'elezione di Mattia d'Asburgo (1612) raffigurata in una stampa dell'epoca.

L'elezione imperiale era il procedimento mediante il quale veniva scelto il sovrano del Sacro Romano Impero. A differenza della maggior parte degli stati vicini, infatti, l'Impero fu sempre formalmente una monarchia elettiva, anche se nei fatti alcune dinastie riuscirono a monopolizzare la carica imperiale per lunghi periodi di tempo (in particolare gli Asburgo, poi Asburgo-Lorena, la detennero quasi ininterrottamente dal 1438 fino alla fine dell'Impero, nel 1806).
L'imperatore Enrico VI (1165-1197) tentò di rendere l'impero ereditario sul modello delle altre monarchie europee come quella francese con il suo Erbreichsplan, ma fallì nel suo proposito. A partire dal XIV secolo il diritto di voto attivo fu conferito a un ristretto collegio elettorale composto da alcuni dei più importanti principi dell'Impero, indicati come "principi elettori". Nel 1356 la composizione del collegio e le procedure elettorali vennero formalizzate dall'imperatore Carlo IV di Lussemburgo con la promulgazione della Bolla d'oro.
Dopo l'elezione il sovrano assumeva il titolo di "Re dei Romani" (in latino Romanorum Rex; in tedesco Römischer König), mentre con l'incoronazione imperiale (che fino al 1508 doveva essere celebrata dal Papa) acquisiva il diritto di fregiarsi di quello di "Imperatore dei Romani" (Romanorum Imperator; Römischer Kaiser). Nel 1508 Massimiliano I d'Asburgo, con il consenso papale, iniziò ad usare il titolo di "Imperatore eletto dei Romani" (Romanorum Imperator Electus; Erwählter Römischer Kaiser), che implicava il fatto di essere imperatore in virtù dell'elezione da parte dei principi elettori piuttosto che dell'incoronazione per mano del Papa. Il titolo di "Re dei Romani" rimase comunque in uso per indicare il successore designato, che veniva eletto mentre l'Imperatore era ancora in vita e gli succedeva automaticamente alla morte.

## Collegio elettorale

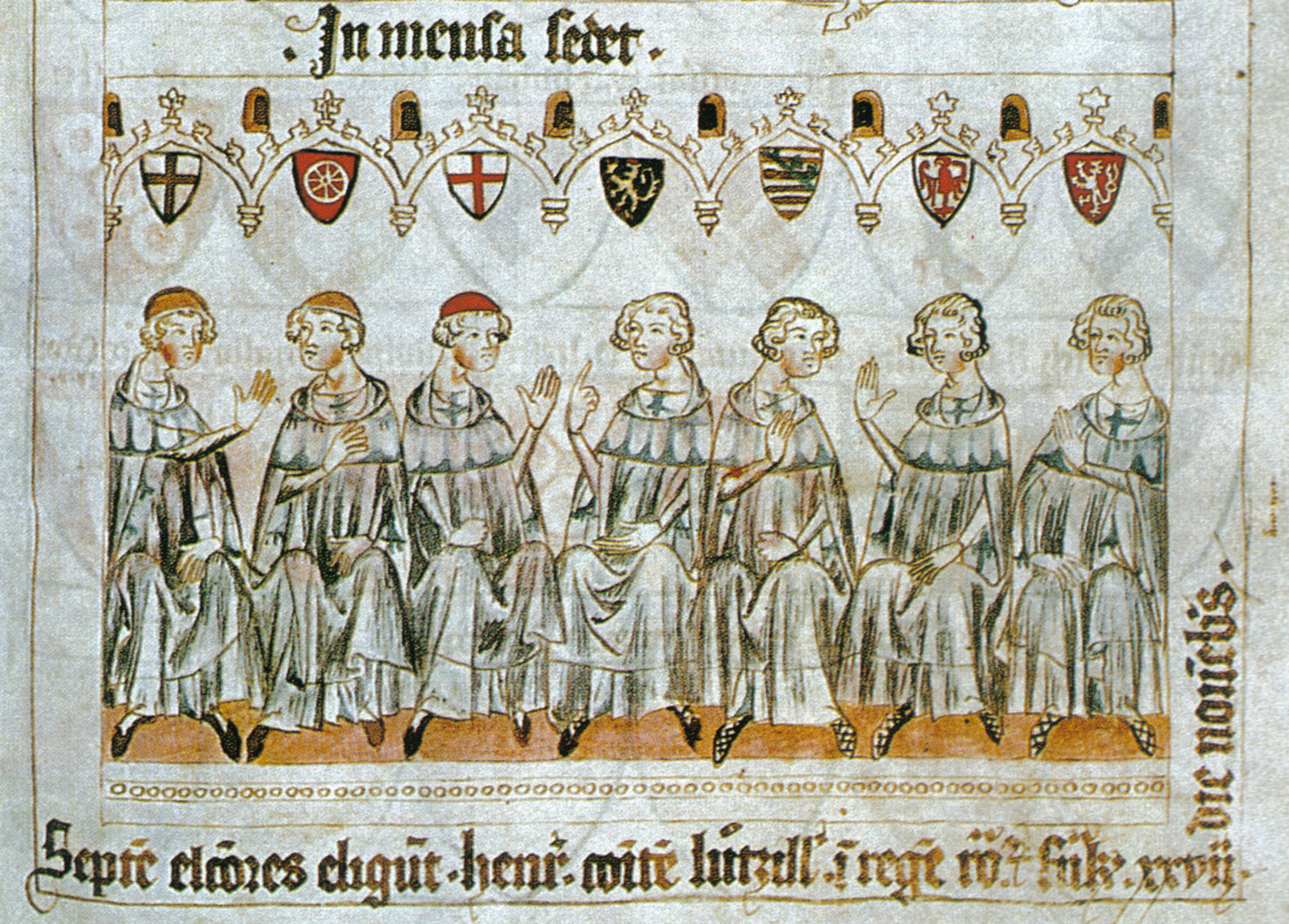
I sette principi elettori eleggono re Enrico di Lussemburgo (tratto dal Codex Balduineus)

Durante i primi secoli di esistenza del Sacro Romano Impero il sovrano era scelto da un ampio gruppo di principi e magnati. Gli elettori ammessi a partecipare all'elezione imperiale si ridussero progressivamente di numero fino a quando, nel corso del XIV secolo, rimasero soltanto in sette. Questi principi, la cui dignità elettorale venne poi confermata dalla Bolla d'oro di Carlo IV, erano tre ecclesiastici e quattro laici.

### Elettori ecclesiastici
- L'arcivescovo di Magonza;
- L'arcivescovo di Treviri;
- L'arcivescovo di Colonia.

### Elettori laici
- Il re di Boemia, che al tempo dell'emanazione della Bolla d'Oro era un esponente della dinastia di Lussemburgo. Dopo alcuni avvicendamenti dinastici, nel 1526 la corona boema (anch'essa teoricamente elettiva, ma de facto ereditaria) confluì nei domini della dinastia degli Asburgo;
- Il conte palatino del Reno, un esponente della dinastia Wittelsbach;
- Il duca di Sassonia, che al tempo dell'emanazione della Bolla d'Oro era un esponente della dinastia degli Ascanidi, ma dal 1423 il titolo passò alla dinastia Wettin;
- Il margravio del Brandeburgo, che al tempo dell'emanazione della Bolla d'Oro apparteneva alla dinastia Wittelsbach, mentre dal 1373 andò alla dinastia di Lussemburgo, ed infine dal 1415 fu un esponente della dinastia Hohenzollern.

Tra il XVII e il XVIII secolo altri due principi si aggiunsero al collegio elettorale:
- Il duca di Baviera (nel 1623), proveniente da un'altra linea della dinastia Wittelsbach;
- Il duca di Brunswick-Lüneburg (nominato dall'Imperatore nel 1692 e riconosciuto dalla Dieta imperiale nel 1710), che era conosciuto anche come Elettore d'Hannover e apparteneva alla dinastia dei Guelfi. Dal 1714 il duca portò anche il titolo di re di Gran Bretagna.

## Svolgimento dell'elezione
L'elezione imperiale aveva luogo in caso di morte, impedimento permanente o età avanzata dell'Imperatore in carica. Un principe elettore poteva partecipare di persona, incaricare un altro elettore di votare in sua vece o, più spesso, inviare un'ambasciata elettorale. Il voto di un principe minorenne veniva esercitato dal suo tutore. Presiedeva il collegio l'arcivescovo di Magonza e risultava eletto il candidato che otteneva la maggioranza semplice dei voti. In Età moderna le elezioni si conclusero spesso con un voto all'unanimità.
La prassi di eleggere il successore (Re dei Romani) mentre l'Imperatore era ancora in vita fu introdotta da Federico II di Svevia per i figli Enrico (1220) e Corrado (1237) e riutilizzata da Carlo IV di Lussemburgo per Venceslao (1376). Divenne frequente sotto gli Asburgo, con i casi di Ferdinando I (1531), Massimiliano II (1562), Rodolfo II (1575), Ferdinando III (1636), Ferdinando IV (1653), Giuseppe I (1690) e Giuseppe II (1764).
La sede deputata allo svolgimento dell'elezione imperiale, in base alle prescrizioni della Bolla d'oro, era la città di Francoforte sul Meno. Gran parte delle elezioni si tennero quindi nella cappella elettorale del Duomo imperiale di san Bartolomeo. Altre città che ospitarono le elezioni furono Rhens, Colonia, Ratisbona e Augusta.

## Elenco delle elezioni regolate dallaBolla d'oro
Il nome in corsivo indica un Re dei Romani che non divenne Imperatore.
| Data                                | Sede                 | Principi elettori | Eletto | Eletto          | Dinastia       |
| ----------------------------------- | -------------------- | ----------------- | ------ | --------------- | -------------- |
| 10 giugno 1376                      | Francoforte sul Meno | 7                 |        | Venceslao       | Lussemburgo    |
| 21 agosto 1400                      | Rhens                | 7                 |        | Roberto         | Wittelsbach    |
| 20 settembre 1410 e 1º ottobre 1410 | ?                    | 7                 |        | Sigismondo      | Lussemburgo    |
| 20 settembre 1410 e 1º ottobre 1410 | ?                    | 7                 |        | Jobst           | Lussemburgo    |
| 21 luglio 1411                      | ?                    | 7                 |        | Sigismondo      | Lussemburgo    |
| 18 marzo 1438                       | Francoforte sul Meno | 7                 |        | Alberto II      | Asburgo        |
| 2 febbraio 1440                     | Francoforte sul Meno | 6                 |        | Federico III    | Asburgo        |
| 16 febbraio 1486                    | Francoforte sul Meno | 7                 |        | Massimiliano I  | Asburgo        |
| 28 giugno 1519                      | Francoforte sul Meno | 7                 |        | Carlo V         | Asburgo        |
| 5 gennaio 1531                      | Colonia              | 7                 |        | Ferdinando I    | Asburgo        |
| 28 novembre 1562                    | Francoforte sul Meno | 7                 |        | Massimiliano II | Asburgo        |
| 27 ottobre 1575                     | Ratisbona            | 7                 |        | Rodolfo II      | Asburgo        |
| 13 giugno 1612                      | Francoforte sul Meno | 7                 |        | Mattia          | Asburgo        |
| 28 agosto 1619                      | Francoforte sul Meno | 7                 |        | Ferdinando II   | Asburgo        |
| 22 dicembre 1636                    | Ratisbona            | 7                 |        | Ferdinando III  | Asburgo        |
| 31 maggio 1653                      | Augusta              | 8                 |        | Ferdinando IV   | Asburgo        |
| 18 luglio 1658                      | Francoforte sul Meno | 8                 |        | Leopoldo I      | Asburgo        |
| 23 gennaio 1690                     | Augusta              | 8                 |        | Giuseppe I      | Asburgo        |
| 12 ottobre 1711                     | Francoforte sul Meno | 7                 |        | Carlo VI        | Asburgo        |
| 24 gennaio 1742                     | Francoforte sul Meno | 8                 |        | Carlo VII       | Wittelsbach    |
| 13 settembre 1745                   | Francoforte sul Meno | 9                 |        | Francesco I     | Lorena         |
| 27 marzo 1764                       | Francoforte sul Meno | 9                 |        | Giuseppe II     | Asburgo-Lorena |
| 30 settembre 1790                   | Francoforte sul Meno | 8                 |        | Leopoldo II     | Asburgo-Lorena |
| 5 luglio 1792                       | Francoforte sul Meno | 8                 |        | Francesco II    | Asburgo-Lorena |